# Silvy de Bie

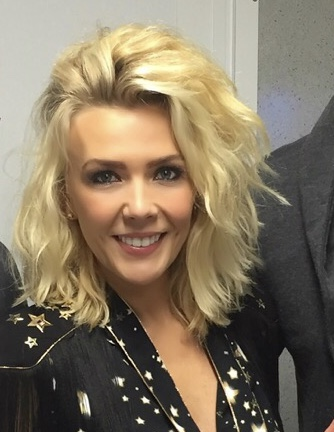
Silvy de Bie (2017)

Silvy de Bie (* 4. Januar 1981 in Heist-op-den-Berg, Belgien), besser bekannt als Silvy Melody oder kurz als Sil oder Silvy, ist eine belgische Sängerin, die vor allem durch die Vocal-Trance-Formation Sylver bekannt geworden ist.

## Leben

### Kindheit und Jugend
In ihrer Heimat war sie bereits als Kind ein Star. Mit 9 Jahren begann sie mit ihrer Musikkarriere in der belgischen TV-Show De Kinderacademie. Unter ihrem Künstlernamen „Silvy Melody“ wurden mehrere Singles veröffentlicht. Da das belgische Gesetz jedoch die Arbeit für Kinder unter 16 Jahren verbietet, wurde der Karriere vorerst ein Ende gesetzt. Silvy arbeitete unter anderem als Model und sang bei einigen Anlässen. Ein erfolgreicher neuer Start als Sängerin schlug 1998 fehl: die Single Find Me An Angel der Girlgroup Lace mit ihr als Leadsängerin floppte auf ganzer Linie. Das Projekt Lace wurde eingestellt.

### Weltweite Erfolge mit Sylver
Den Durchbruch erlangte sie im Jahr 2000, als sie in einem belgischen Club vom DJ und Produzenten Wout van Dessel angesprochen wurde. Seither arbeiten beide zusammen.
Das Duo nannte sich anfangs Liquid featuring Silvy. Mit der Debüt-Single Turn the Tide schafften sie 2000 den Einstieg auf Platz 1 der belgischen Charts. Ein Jahr später starteten sie als Sylver auch im Rest Europas durch. In Deutschland hielt sich Turn the Tide wochenlang in den Top 10 auf und erlangte Platz 2. Auch die folgenden Songs und das Album Chances erreichten hohe Chartplatzierungen und wurden mit Gold ausgezeichnet.
Auf Chances folgten das Album Little Things mit der Top-10-Single Livin’ My Life, sowie die Alben Nighttime Calls (2005) und Crossroads (2006). Mit dem Album Sacrifice (2009) und der ausgekoppelten Single Foreign Affair feierten sie in Belgien die größten Erfolge seit ihrem Debüt. Am 20. Februar 2013 gab De Bie ihren Abschied von Sylver bekannt.

### Nebenprojekte und Solo-Karriere
Neben den Erfolgen mit Sylver startete Silvy auch solo durch. 2001 arbeitete sie mit MNC zusammen, mit denen sie den Eurythmics-Klassiker Sweet Dreams neu aufnahm. Weiterhin veröffentlichte sie mit der belgischen Dance-Formation Milk Inc. (mit dessen Sängerin Linda Mertens sie auch befreundet ist) 2004 den Track I Don’t Care, der einige Wochen lang in den belgischen Top 10 stand. 2007 erschien in Belgien das Lied Time zusammen mit 4 Clubbers. Unter dem Künstlernamen Sil veröffentlichte sie am 17. August 2009 ihre erste Solo-Single mit dem Titel Love Don’t Come Easy.

### Privatleben
Am 29. April 2006 heiratete de Bie ihren marokkanischen Verlobten Khalid Boujida, den sie fünf Jahre vorher in einer Diskothek kennengelernt hatte. Am 7. November 2007 brachte Silvy eine Tochter zur Welt: Noor (arabisch, übersetzt bedeutet es „das Licht“). Im Juni 2008 wurde öffentlich, dass sich das Ehepaar scheiden lässt.

## Diskografie
Die mit Sylver entstandenen Singles und Alben sind nicht aufgeführt.

### Alben
| Jahr | Titel     | Höchstplatzierung, Gesamtwochen, AuszeichnungChartsChartplatzierungen (Jahr, Titel, Platzierungen, Wochen, Auszeichnungen, Anmerkungen) | Anmerkungen                                   |
| Jahr | Titel     | BEF | Anmerkungen                                   |
| ---- | --------- | --- | --------------------------------------------- |
| 2018 | Baby Bird | BEF5 (17 Wo.)BEF | als Silvy Erstveröffentlichung: 15. Juni 2018 |

Weitere Alben
- 1991: 10 (als Silvy Melody)

### Singles
| Jahr | Titel Album                             | Höchstplatzierung, Gesamtwochen, AuszeichnungChartsChartplatzierungen (Jahr, Titel, Album, Platzierungen, Wochen, Auszeichnungen, Anmerkungen) | Anmerkungen |
| Jahr | Titel Album                             | BEF | Anmerkungen |
| ---- | --------------------------------------- | --- | --- |
| 1990 | Ben, waarom bekijk je mij niet meer? 10 | BEF22 (7 Wo.)BEF | als Silvy Melody Original: Ben von Michael Jackson (1972)                                                                                 |
| 1990 | Waar ben je nu 10                       | BEF32 (5 Wo.)BEF | als Silvy Melody |
| 1990 | De telefoon huilt mee 10                | BEF16 (8 Wo.)BEF | als Silvy Melody; mit Danny Fabry; Original: Le téléphone pleure von Claude François                                                      |
| 1991 | Nummer één 10                           | BEF20 (8 Wo.)BEF | als Silvy Melody Original: Sofie (1983)                                                                                                   |
| 2001 | Sweet Dreams                            | BEF18 (11 Wo.)BEF | mit M'n'C.; Original: Eurythmics (1983)                                                                                                   |
| 2004 | I Don’t Care                            | BEF3 (18 Wo.)BEF | mit Milk Inc. Erstveröffentlichung: 9. Februar 2004                                                                                       |
| 2009 | Love Don’t Come Easy                    | BEF19 (8 Wo.)BEF | erste Solo-Single unter dem Künstlernamen Sil Erstveröffentlichung BE: 17. August 2009                                                    |
| 2012 | Without You                             | BEF44 (3 Wo.)BEF | als Sil; mit David Latour Erstveröffentlichung BE: 4. März 2012                                                                           |
| 2014 | What’s the Time in Tokyo?               | BEF26 (3 Wo.)BEF | als Sil; gesungen am 2. März 2014 im 2. Halbfinale des belgischen Vorentscheids zum ESC 2014; Erstveröffentlichung: 3. März 2014 (iTunes) |
| 2018 | In and Out of Love (Live) Baby Bird     | BEF46 (1 Wo.)BEF | Original: Armin van Buuren (2008) Erstveröffentlichung: 30. April 2018                                                                    |

Weitere Singles
- 1990: Hela Sascha (als Silvy Melody)
- 1991: Alle dagen dansen (als Silvy Melody)
- 1991: Hey, hey Sprinklie (mit The Sprinklie-Band)
- 1992: Liefde is … (als Silvy Melody)
- 1993: Daar zijn vrienden voor (mit Patrick Van Assche)
- 1993: Hij is zo lief (Original: Everlasting love von The Love Affair)
- 1994: Wie is zij
- 1998: Find Me An Angel (als Sängerin von Lace)
- 2007: Time (mit 4 Clubbers)
- 2011: Selfish (als Sil)
- 2012: You Raise Me Up (Original: Secret Garden (2001); aus dem belgischen Musical „Peter Pan - The Never Ending Story“)
- 2013: Straight Up (Original: Paula Abdul)
- 2014: Broken Smile (mit Udo Mechels)
- 2018: Red
- 2018: Declaration Of Love (Live)
- 2018: Dear Dad (Live)
- 2018: Hopelessly Devoted to You (Live) (Original: Olivia Newton-John (1978) im Film „Grease“)
- 2018: Not An Addict (Live)
- 2018: Faith Hope And Love (Live)